# Kultaranta
Kultaranta (Fins) of Gullranda (Zweeds) is de officiële zomerresidentie van de president van Finland op het eiland Luonnonmaa in de Finse stad Naantali. Het is een van de drie paleizen van de president, samen met het presidentieel paleis en de residentie Mäntyniemi in Helsinki. Het omringende landgoed is 57 hectare groot en heeft veel van het originele bosgebied bewaard. Ook zijn hier kassen en een rozentuin te vinden.

## Geschiedenis
Het granieten zomerverblijf werd in 1914 door architect Lars Sonck ontworpen voor de Finse zakenman Alfred Kordelin en werd in 1916 voltooid. Toen Kordelin in 1917 overleed werd het landgoed eigendom van de universiteit van Turku. In 1922 werd het gebouw door het Finse parlement toegewezen aan de Finse staat om als presidentiële zomerresidentie te worden gebruikt. 
Sinds 2013 vinden hier op initiatief van president Sauli Niinistö jaarlijks in juni de Kultaranta-gesprekken plaats, een tweedaagse conferentie die in samenwerking met het Fins Instituut voor Buitenlandse Politiek (Ulkopoliittinen instituutti) wordt georganiseerd. 